# Ермилово (Ленинградская область)
Ермилово (до 1948 года Хумалйоки, фин. Humaljoki) — посёлок в Приморском городском поселении Выборгского района Ленинградской области.

## Название
В 1947 году местными властями было принято решение переименовать деревню. Первым новым названием стало Сосновка, вторым — предложенное местными жителями переводное название Хмельницкая. Полгода спустя, по решению сельсовета, деревня получила третье наименование Рябово — «в память воина Советской Армии Рябова И. А., погибшего на территории сельсовета». Однако в 1948 году деревню вновь переименовали, теперь в Ермилово — «в память погибшего летчика ст. лейтенанта Ермилова».
Иван Иванович Ермилов, лётчик 448-й штурмового авиаполка, погиб 15 июня 1944 года над железнодорожной станцией Хумалйоки. Переименование было закреплено указом Президиума ВС РСФСР от 13 января 1949 года.

## История

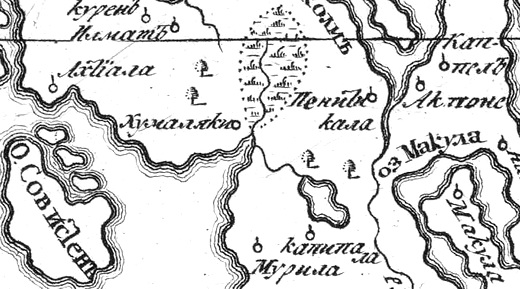
Деревня Хумаляки на русской карте 1745 года

На русской карте 1745 года упоминается под названием Хумаляки.

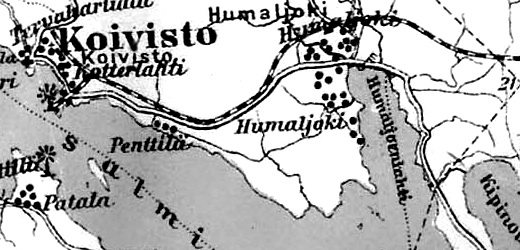
Деревня Хумалйоки на финской карте 1923 года

До 1939 года деревня Хумалйоки входила в состав волости Койвисто Выборгской губернии Финляндской республики. Она была самой большой по площади в волости — 5508 га и располагалась в её юго-восточной части. Главными промыслами жителей деревни, которые владели двумя грузовиками и двумя легковыми автомобилями, было земледелие и животноводство. Деревенская телефонная сеть насчитывала 16 абонентов. Перед войной в деревне было 246 жилых зданий и насчитывался 1371 житель.
С 1 января 1940 года — в составе Хумалиокского сельсовета Койвистовского района Ленинградской области.
С 1 июля 1941 года по 31 мая 1944 года финская оккупация.
С 1 октября 1944 года — в составе Рябовского сельсовета Приморского района.
С 1 января 1949 года деревня Хумалйоки учитывается административными данными как деревня Ермилово в составе Малышевского сельсовета. При укрупнении хозяйства к деревне были присоединены соседние селения Мутапелто, Кивиконмяки.
С 1 апреля 1954 года — в составе Рощинского района.
С 1 декабря 1956 года — в составе Никоновского сельсовета Выборгского района.
С 1 марта 1958 года — вновь в составе Малышевского сельсовета.
В 1961 году деревня насчитывала 318 жителей.
Согласно административным данным 1966 года посёлок Ермилово находился в составе Малышевского сельсовета и являлся его административным центром.
По данным 1973 года посёлок Ермилово являлся административным центром Ермиловского сельсовета.
По данным 1990 года в посёлке Ермилово проживал 1181 человек. Посёлок являлся административным центром Ермиловского сельсовета в который входили 3 населённых пункта: посёлки Балтийское, Ермилово, Малышево, общей численностью населения 1242 человека.
В 1997 году в посёлке Ермилово Ермиловской волости проживали 1251 человек, в 2002 году — 1202 человека (русские — 90 %), посёлок являлся административным центром волости.
В 2007 году в посёлке Ермилово Приморского ГП проживали 1100 человек, в 2010 году — 1275 человек.

## География
Посёлок расположен в западной части района на автодороге 41А-082 (Зеленогорск — Выборг) в месте примыкания к ней автодороги 41К-094 (Ермилово — Прибылово).
Расстояние до административного центра поселения — 13 км. Расстояние до районного центра — 61 км.
Расстояние до ближайшей железнодорожной станции Ермилово — 1 км.
Посёлок находится на берегу Финского залива.

## Демография
| 2007 | 2010  | 2017  | 2021 |
| ---- | ----- | ----- | ---- |
| 1100 | ↗1275 | ↘1041 | ↘926 |

## Экономика
Промышленность — звероводческое предприятие, строится терминал по перегрузке нефти и нефтепродуктов.

## Прочее
День посёлка Ермилово отмечается в первое воскресенье сентября.

## Фото

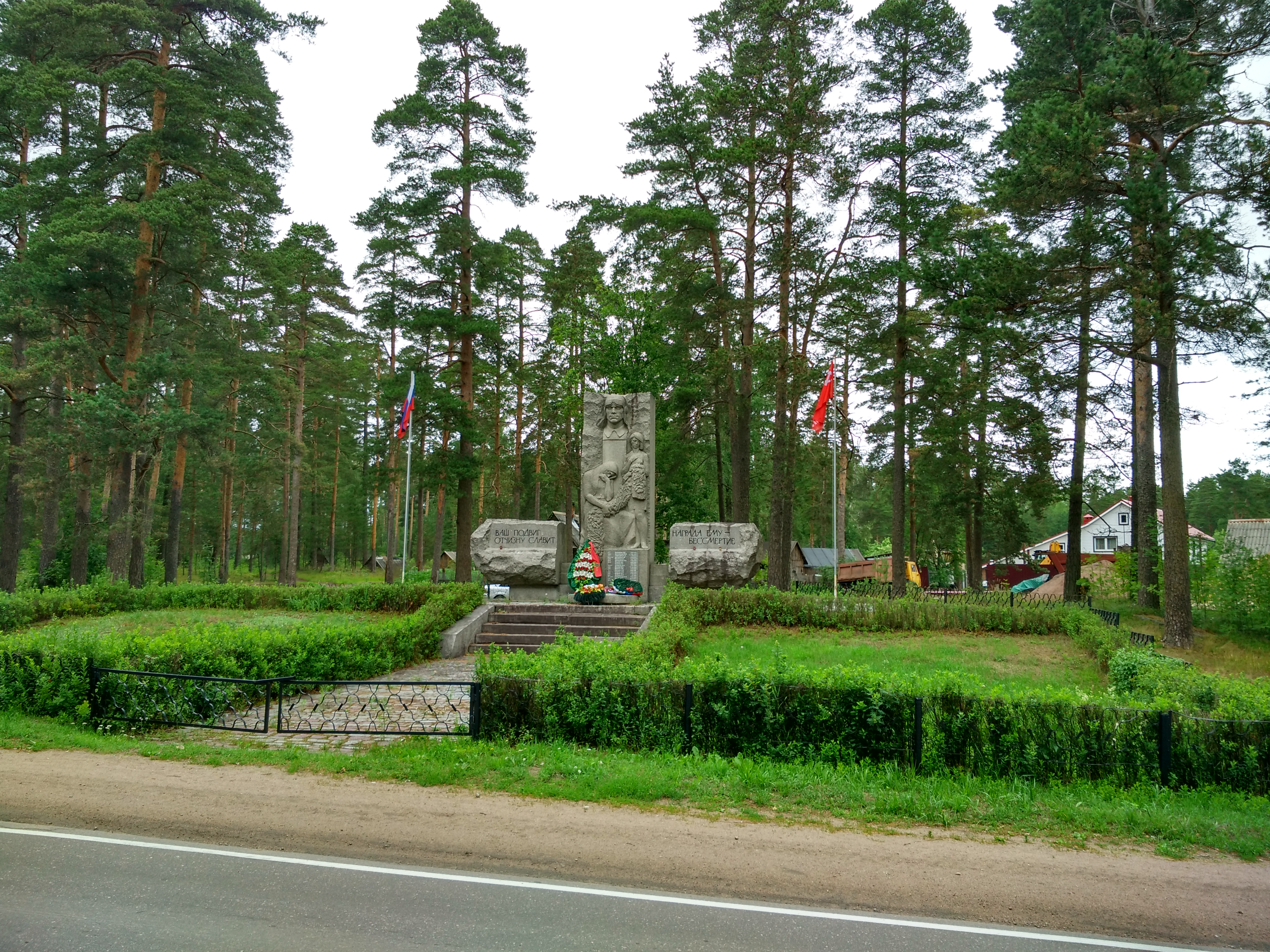
Воинский мемориал в посёлке Ермилово

## Улицы
1-й Кривопольский проезд, 2-й Кривопольский проезд, 3-й Кривопольский проезд, 4-й Кривопольский проезд, Балтийский проезд, Большая Кривопольская, Гаражная, Глебычевская дорога, Заречная, Заречный переулок, Камышовый проезд, Малая Кривопольская, Огородный проезд, Прибрежная улица, Приморское шоссе, Станционная, Станционный проезд, Тростниковый проезд, Физкультурная, Физкультурный проезд, Хуторская, Школьная.